# فرانک نوبل
فرانک نوبل (انگلیسی: Frank Nouble؛ زادهٔ ۲۴ سپتامبر ۱۹۹۱) بازیکن فوتبال اهل بریتانیا است.
از باشگاه‌هایی که در آن بازی کرده است می‌توان به باشگاه فوتبال سوانزی سیتی، باشگاه فوتبال چارلتون اتلتیک، باشگاه فوتبال ولورهمپتون واندررز، باشگاه فوتبال کاونتری سیتی، باشگاه فوتبال کولچستر یونایتد، باشگاه فوتبال تیانجین تیانهای، باشگاه فوتبال سوئیندون تاون، باشگاه فوتبال بارنزلی، باشگاه فوتبال گیلینگام، باشگاه فوتبال وست برومویچ آلبیون، باشگاه فوتبال ایپسویچ تاون، و باشگاه فوتبال وستهام یونایتد اشاره کرد.
وی همچنین در تیم‌های ملی فوتبال زیر ۱۷ سال انگلستان و زیر ۱۹ سال انگلستان بازی کرده است.